# Viltvårdsområde
Viltvårdsområde (tidigare jaktvårdsområde) är en sammanslutning av fastigheter, fastställd av länsstyrelsen, med syfte att genom bättre samordning av jakten över ett större område befrämja jakt och viltvård. Ett viltvårdsområde (vvo) bildas genom majoritetsbeslut och omfattar ofta en by eller ett skifteslag. Gränserna för ett vvo fastställs genom förrättning och kan inte omprövas förrän 3 år har gått. Bildande av viltvårdsområde regleras genom lag (2000:592) om viltvårdsområden.
En av de viktigaste målsättningarna med ett vvo är att samordna älgjakten, med syfte att få en mer målinriktad avskjutning, och på längre sikt en bättre älgstam. Även för småviltjakten finns fördelar att hämta, då större tidigare dåligt utnyttjade marker kan erbjuda fler jägare fler jakttillfällen. Möjligheten att bedriva en meningsfull viltvård ökar när en samordning mellan fastigheterna sker.
Den som inte äger egen mark kan arrendera en jakträtt av till exempel ett skogsbolag på mark som ingår i ett jaktvårdsområde. I norra Sverige förekommer även att viltvårdsområden säljer dagkort för småviltjakt, s.k. korttidsjakt.